# Adem Bekeri
Adem Bekeri – etiopski piłkarz grający na pozycji napastnika. W swojej karierze grał w reprezentacji Etiopii.

## Kariera klubowa
W swojej karierze piłkarskiej Bekeri grał w klubie Dire Dawa City SC.

## Kariera reprezentacyjna
W 1976 roku Bekeri został powołany do reprezentacji Etiopii na Puchar Narodów Afryki 1976. Wystąpił na nim w jednym meczu grupowym, z Egiptem (1:1).